# 细叶周至柳
细叶周至柳（学名：Salix tangii var. angustifolia）为杨柳科柳属下的一个变种。

## 扩展阅读
- 維基物種上的相關：细叶周至柳